# 4430 Govorukhin
4430 Govorukhin је астероид главног астероидног појаса чија средња удаљеност од Сунца износи 2,991 астрономских јединица (АЈ).
Апсолутна магнитуда астероида је 12,6.